# Sèche-linge
 (juin 2019).
Si vous disposez d'ouvrages ou d'articles de référence ou si vous connaissez des sites web de qualité traitant du thème abordé ici, merci de compléter l'article en donnant les références utiles à sa vérifiabilité et en les liant à la section « Notes et références ».
Un sèche-linge est un appareil électroménager destiné à retirer l'humidité du linge essoré après son lavage. Les termes de sécheuse ou encore de séchoir sont également utilisés, notamment au Québec, au Nouveau-Brunswick ou en Belgique, alors que le mot tumbler l'est dans certains cantons de Suisse romande.

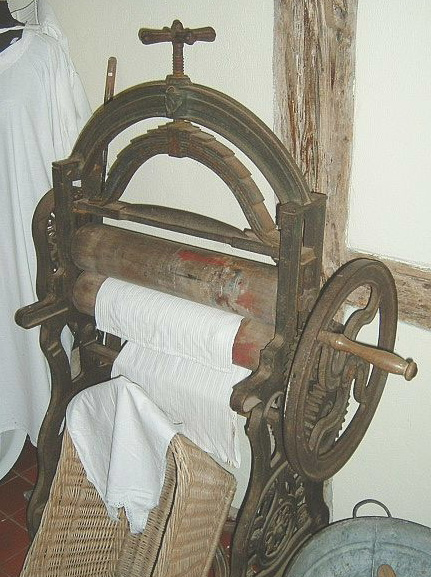
Une repasseuse dans les années 1930.

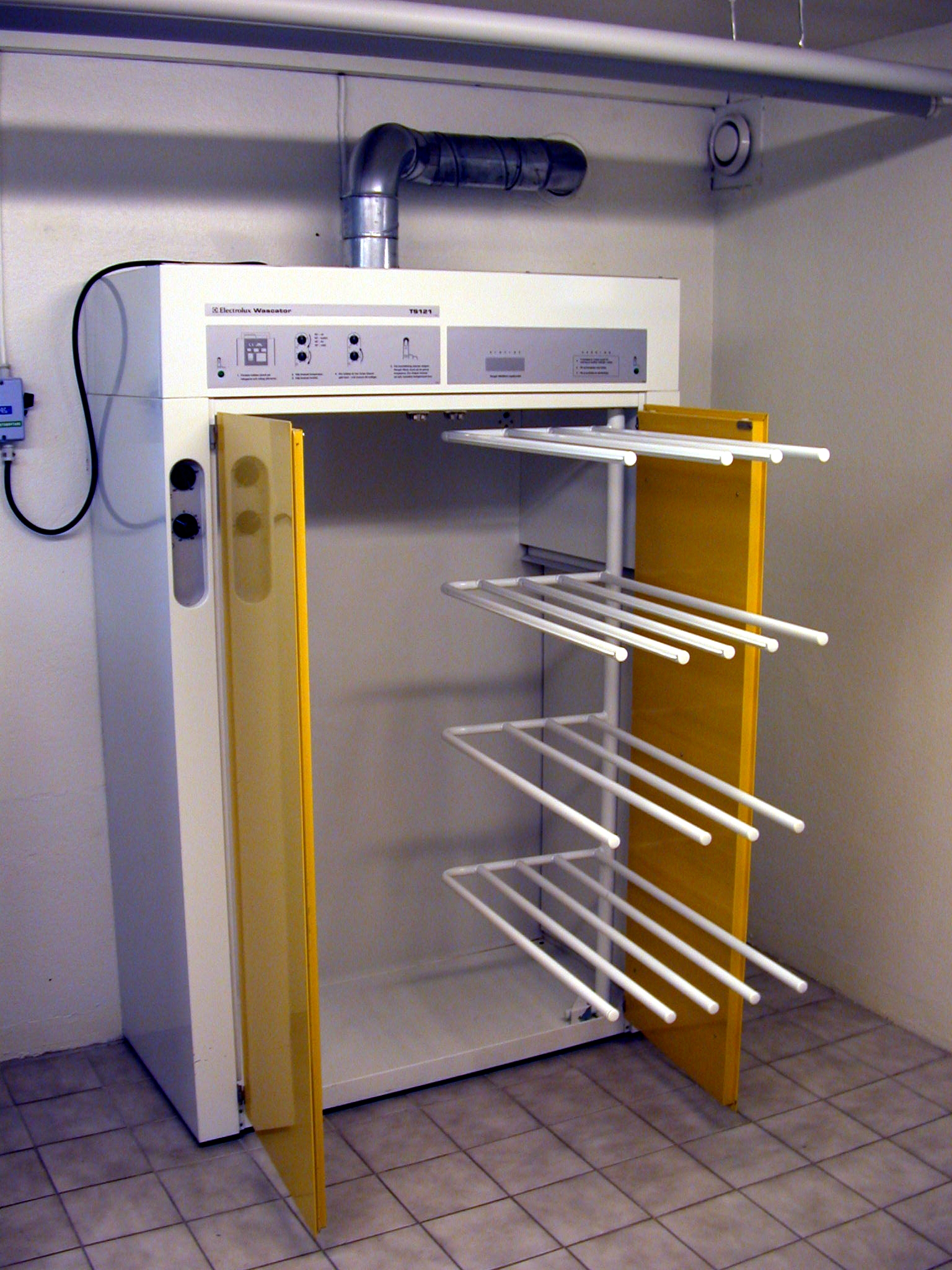
Armoire de séchage.

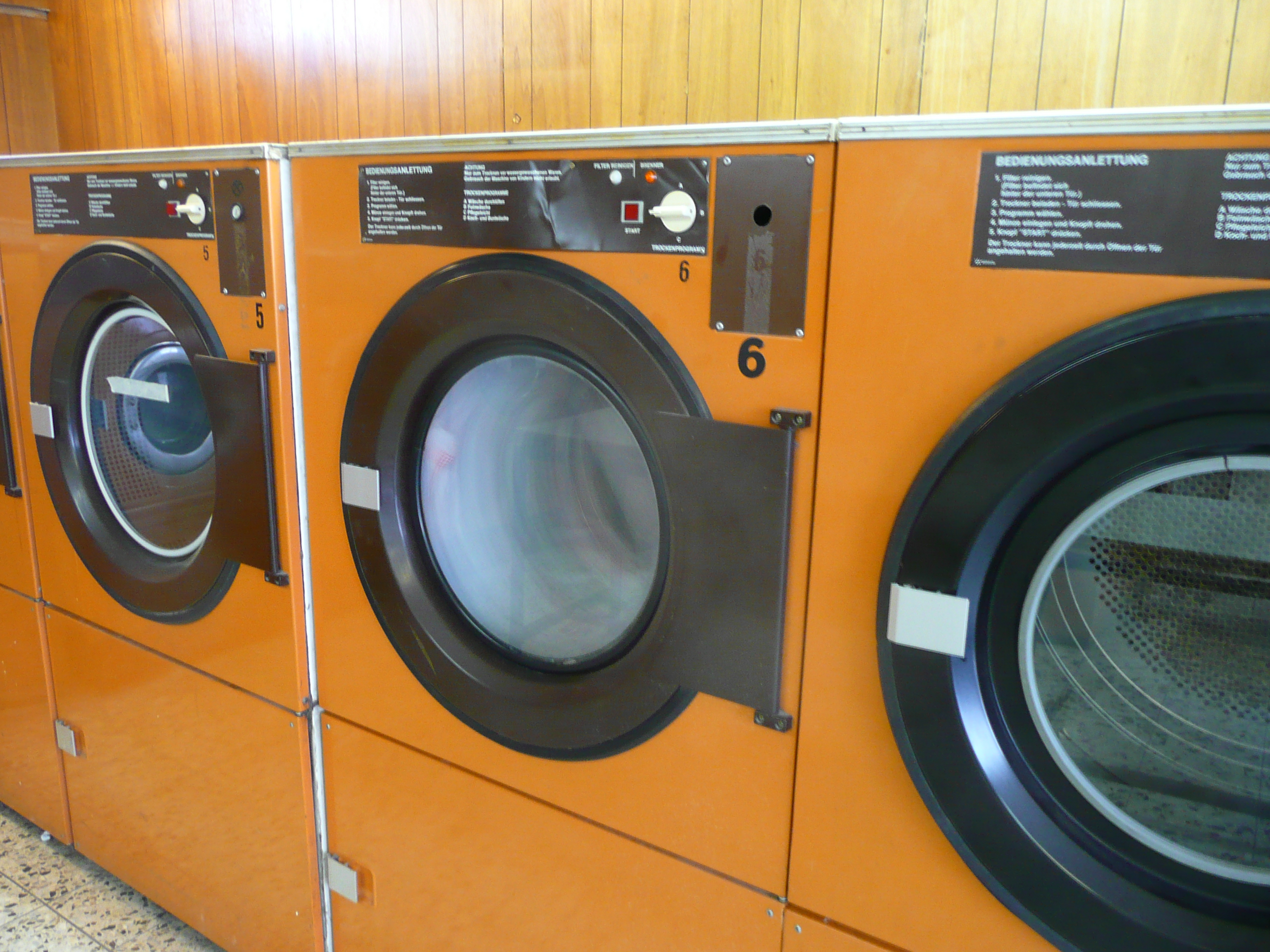
Sèche-linges à tambour dans un hôtel.

## Description
Le sèche-linge peut se présenter sous deux formes différentes :
- dynamique : doté d'un tambour rotatif avec circulation forcée d'air chaud et évacuation vers l'extérieur ;
- statique : ressemblant à une armoire dans laquelle le linge est suspendu et ventilé par une circulation forcée d'air sec pour évacuer l'humidité vers l’extérieur.

Certaines machines à laver font également office de sèche-linge : on parle alors de « machine lavante-séchante ».

## Histoire
Il semble que les premiers systèmes d'activation du séchage du linge soient apparus dès le XVIIIe siècle. En France, on lit dans le Moniteur du 3 février 1802 qu'un « citoyen Pochon fera l'expérience d'un ventilateur, propre à dessécher le linge et toute espèce d'étoffe en moins de deux heures, dans la plus mauvaise saison. ». Ce ventilateur était un fût cylindrique percé de fentes, actionné manuellement au moyen d'une manivelle au-dessus d'un feu.
On doit l'invention du sèche-linge moderne à l'Américain J. Ross Moore. Celui-ci, originaire du Dakota du Nord, cherchait un moyen de faire sécher le linge lors des hivers rigoureux de cette région. Après plusieurs essais, il finit par mettre au point un sèche-linge électrique automatique en 1935. L'année suivante, à la suite de difficultés financières, il dut céder son invention à la Hamilton Manufacturing Company qui lança la production en série de l'invention dès 1938.

## Sèche-linge à tambour rotatif
Ces sèche-linge sont utilisés par les particuliers.

### Type de chargement
On distingue deux types de chargement du linge dans le sèche-linge :
en façade (ou par hublot)l'ouverture est située sur la façade de l'appareil. On accède alors directement à la partie intérieure du tambour ;
par le dessusl'ouverture est située sur le plan supérieur de l'appareil. Il faut alors relever une trappe pour accéder à l'intérieur du tambour.
Les machines équipées d'une ouverture en façade disposent d'une capacité plus grande (de 5 à 10 kg) et sont généralement plus larges que les machines à chargement par le dessus. Elles sont alors plus encombrantes.

### Type d'évacuation
Les sèche-linge se distinguent également par la méthode d’évacuation de l’eau :
à évacuationla vapeur d’eau rejetée par la machine est évacuée par une gaine vers l’extérieur ou vers une pièce ventilée. Le temps de séchage est plus court ;
à condensationl'air ambiant aspiré par la turbine traverse un condenseur avant d’être chauffé puis ventilé dans le tambour. À mesure que la température augmente dans le tambour, l’eau du linge se transforme en vapeur et traverse à nouveau le condenseur où elle se condense. Elle est alors récupérée dans un bac ou évacuée par un tuyau. Certains sèche-linge à condensation ont un système de séchage différent grâce à une pompe à chaleur. Les sèche-linge équipés de pompe à chaleur présentent de nombreux avantages et inconvénients comme une économie d'énergie mais un entretien plus difficile et un coût d'achat plus élevé.
Les appareils à évacuation coûtent moins cher, mais la contrainte de raccordement ne permet pas de les installer dans tous les types de logement, de plus, ceux-ci consomment plus énergie que ceux à condensation.

### Type de programmation
Deux types de programmation sont proposés sur les sèche-linge :
électroniquela machine adapte le temps de séchage selon la nature, la quantité et l’humidité du linge dans le tambour, mesurées par des sondes électroniques ;
mécaniquela machine possède une minuterie manuelle qui permet à son utilisateur de contrôler le temps de séchage nécessaire selon la charge et le type de linge.

### Consommation énergétique
De tous les appareils ménagers, les sèche-linge sont les plus grands consommateurs d'énergie. Un sèche-linge consomme en moyenne de 400 à 500 kWh par an, il représente donc à lui seul 15 % de la consommation électrique annuelle moyenne d'un ménage, hors chauffage.[réf. nécessaire]
Sans sèche-linge, la consommation électrique moyenne d'un ménage français en 2006 dans une maison « tout électrique », se répartit comme suit :
- chauffage : 69 % ;
- eau chaude : 12 % ;
- cuisine : 7 % ;
- éclairage et usages divers (rasoir électrique, télévision, ordinateur, etc.) : 12 %.

Les sèche-linge les moins chers sur le marché français en 2006 sont de classe énergétique D ou C. Ils sont donc une importante source de gaspillage d'énergie et sont d'ailleurs largement critiqués par les associations de consommateurs et les mouvements de défense de l'environnement qui recommandent la méthode de séchage sur fil.
Certains sèche-linge disposent d'une fonction de départ différé, afin de lancer l'appareil en heures creuses, ce qui diminue la facture sur le plan tarifaire, mais non sur le plan environnemental puisque les besoins énergétiques restent inchangés, néanmoins, dans certains pays, cela permet de bénéficier du tarif « heures-creuses » et d’alléger le réseau aux heures de pointe.
La meilleure efficacité énergétique est obtenue actuellement par l'utilisation du principe de la pompe à chaleur qui permet d'atteindre en Europe la classe énergétique A.

### Fonctions spéciales
Il existe plusieurs fonctions spéciales sur les sèche-linge :
- les programmes différenciés (blanc / couleurs) ;
- la fonction antifroissage ;
- le degré d'humidité en vue d'un repassage ;
- la température de l'air ;
- le démarrage différé pratique pour bénéficier de la tarification bi-horaire de l'électricité ;
- le séchage modéré, plusieurs intensités (pour textile synthétique) ;
- le sèche-linge use plus le linge qu'un séchage naturel. Néanmoins, d'après les constructeurs, cette usure ne représenterait que 10 % de l'usure globale du linge. Le reste de l'usure se répartirait entre le lavage pour 20 % et le port des vêtements pour 70 %. L'impact de la méthode de séchage n'influerait pas de manière importante sur l'usure du linge.

## Sèche-linge verticaux
L'armoire de séchage est un sèche-linge vertical qui permet de sécher des vêtements trop fragiles pour le tambour. Il est notamment utilisé depuis les années 1980 dans les blanchisseries en Europe et plus spécialement dans la tvättstuga (en), buanderie scandinave.